# 佐藤一夫 (国立市長)
佐藤 一夫（さとう かずお、1947年（昭和22年）7月21日 - 2016年（平成28年）11月16日）は、日本の政治家。東京都国立市長（2期）。

## 来歴・人物
東京都谷保村（現在の国立市）の300年続く旧家に生まれる。1966年、実践商業高等学校（現実践学園高等学校）を卒業し、国立町役場に就職する。秘書広報課長、福祉部長、総務部参事を経て、2000年に国立市役所を退職。国立市社会福祉協議会会長に就任。
山口瞳のエッセイ『男性自身』の中にたびたび登場する「市役所のガマさん」のモデルであり、国立を舞台に撮影された山口瞳原作、高倉健主演の映画『居酒屋兆治』には、居酒屋のシーンにエキストラで出演したこともある。ハイキング、登山を趣味としていた。
2011年、国立市長選挙に自民・公明・みんな3党の推薦を受け、市長に関口博が就任以来、反対し続けている住民基本台帳ネットワークシステムへの接続や市政改革を訴え出馬。3,533票差で関口市長を破り、初当選を果たした。
2015年、再選出馬を行い、2度目の当選を果たすが、その夏に体調を崩した。
2016年7月28日に入院した後も、9月に千葉県佐倉市で開催された平和首長会議へ参加するなど病を押して公務を続け、懸案だった旧国立駅駅舎の移転再築問題では東日本旅客鉄道との間で折衝を続け、2016年11月14日に売買契約覚書を締結するに至った。だが11月16日、肝不全のため国立市の自宅で現職のまま死去。69歳没。

### 国立市マンション訴訟
明和地所が、1999年に国立市内に建設を計画していた地上18階建てのマンションについて、当時の市長上原公子が景観保持を理由に営業妨害を行ったなどとして約4億円の損害賠償を求める訴訟を起こした。
国立市が2500万円を賠償金として支払う内容で判決が確定。国立市は明和地所に対し、賠償金2500万円に金利分を加えた3125万9720円を支払った。この時、明和地所は、金銭請求が目的ではないとして即日寄付という形で返金している。
その後、国立市民4人がこの損害賠償金を上原に請求するよう住民訴訟を起こす。2010年12月、東京地方裁判所は住民らの主張を認める判決を下した。
国立市はこの判決に対して「賠償金は実質的に返還されており、損害はない」として控訴していたが、佐藤が国立市長に就任した後、2011年5月に控訴を取り下げ判決が確定する。国立市は上原に対して支払いを請求したが、上原は支払いを拒否したことから、2011年12月に国立市が上原に対し損害賠償を求めてに提訴した。
その後の2013年12月、国立市議会は元市長に対する賠償請求権の放棄を可決している。
2014年9月25日、東京地方裁判所は国立市議会が上原に対する賠償請求権の放棄を議決しているにもかかわらず、現市長がそれに異議を申し立てることもせず、そのまま請求を続けたことが『信義則に反する』として、国立市の請求を棄却する判決を言い渡した。
二審の控訴審にて2015年12月22日、東京高等裁判所が、市の請求を認めなかった一審判決を取り消し、上原に全額の支払いを命じる判決を言い渡した。同年4月の市議選で元市長を支持する議員らが落選して議会構成が変わり、5月の市議会で求償権の行使を求める議決が可決されたことから、『（現）市長は最新の議決に従うべきである』とし、一審で認められた権限の濫用や信義則違反は認められなかった。